# Acrometopa syriaca
Acrometopa syriaca är en insektsart som beskrevs av Brunner von Wattenwyl 1878. Acrometopa syriaca ingår i släktet Acrometopa och familjen vårtbitare. Inga underarter finns listade i Catalogue of Life.